# Chalcophyllite
La chalcophyllite est un minéral secondaire rare, arséniate de cuivre se trouvant dans les zones oxydées de certains gisements de cuivre arséniés. Il fut décrit pour la première fois d'après un échantillon collecté en Allemagne. Pendant un temps, la chalcophyllite de Wheal Tamar en Cornouailles, Angleterre, était appelée tamarite, mais ce nom est maintenant désuet (à ne pas confondre avec le minéral amphibole taramite, qui est très différent). Dans la mine de Wheal Gorland (en), un échantillon présentant un remplacement partiel de la liroconite, Cu2Al(AsO4)(OH)4•(4H2O), par la chalcophyllite a été découvert. Le minéral est nommé d'après le grec, chalco "cuivre" et fyllon, "feuille", en allusion à sa composition et à sa structure plate. C'est un minéral cornouaillais classique qui peut être confondu avec la spangolite tabulaire.

## Description

### Formule
Deux formules différentes de la chalcophyllite sont données dans la bibliographie : Cu18Al2(AsO4)4(SO4)3(OH)24•36(H2O),, (masse molaire 3098 g) et Cu18Al2(AsO4)3(SO4)3(OH)27•33(H2O),, (masse molaire 2956 g). La différence provient du fait que la teneur en eau varie à température ambiante selon l'humidité relative.

### Maille conventionnelle
La chalcophyllite cristallise dans le système trigonal, classe cristalline 3 2/m et groupe d'espace R 3m ou classe 3 et groupe d'espace R 3,,,. Certains auteurs choisissent une maille conventionnelle avec trois unités formulaires par maille (Z = 3), et d'autre une maille conventionnelle plus petite avec seulement 1,5 unités formulaires par maille (Z = 1,5). Pour la plus grande maille conventionnelle a = 10,77 Å, c = 57,5 Å, Z = 3,,. Pour la plus petite maille conventionnelle, c est moitié moins longue, a = 10,756 Å, c = 28,678 Å, Z = 1,5,.

### Habitus
Les cristaux sont plats, à six faces et aplatis perpendiculairement à l'axe cristallin c, et peuvent être striés triangulairement sur ces faces aplaties. Il peut former des rosettes, ou être drusique, folié ou massif.

### Propriétés physiques

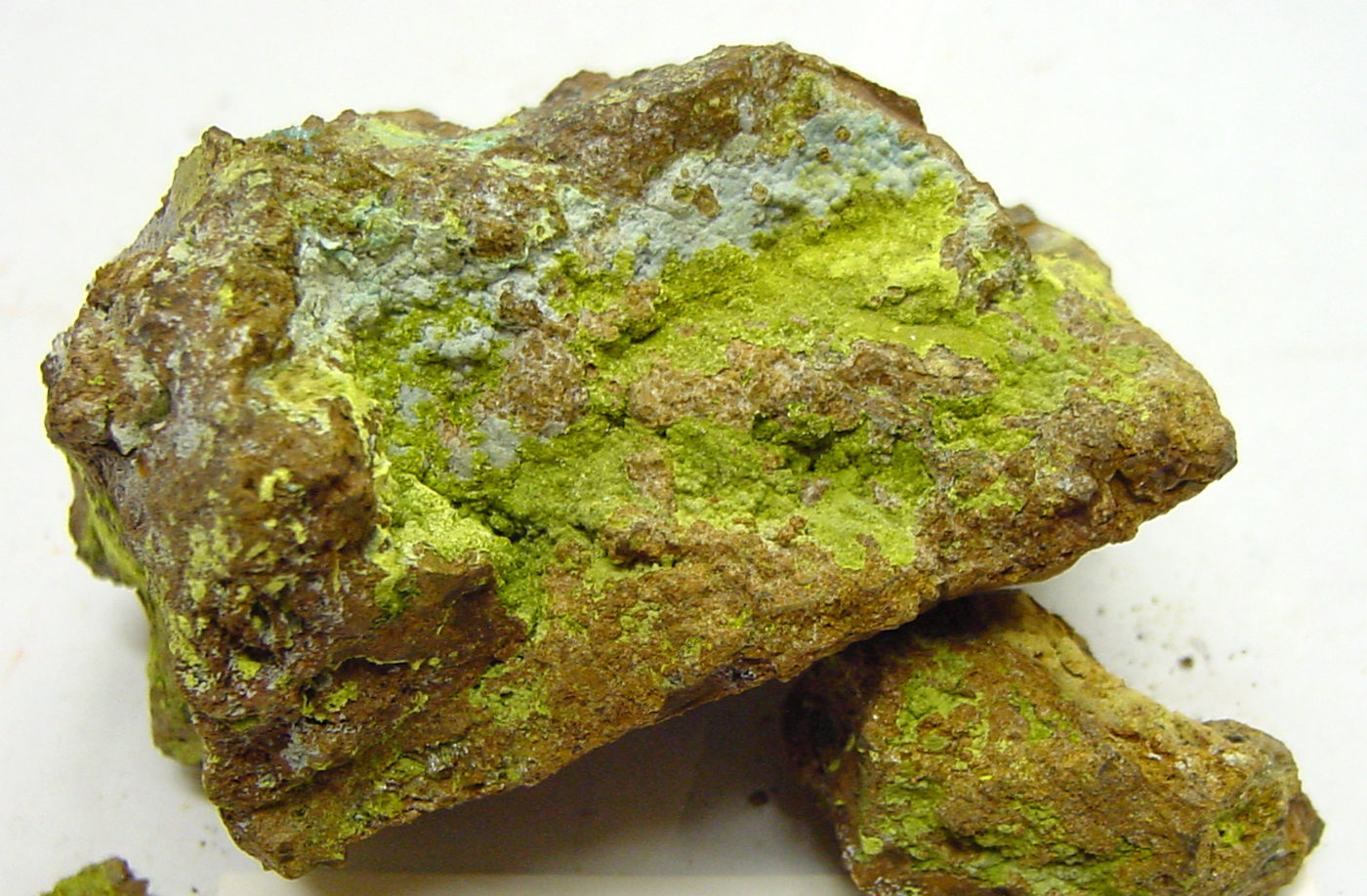
Chalcophyllite du comté de Lemhi dans l'Idaho

Le clivage est parfait perpendiculaire à l'axe c du cristal, et la macle se forme avec {1010} comme plan de macle. La cassure est irrégulière. Le minéral est tendre, avec une dureté Mohs de seulement 2, la même que celle du gypse. Sa densité est généralement comprise entre 2,67 et 2,69, mais Webmineral donne 2,4 à 2,66. La chalcophyllite est soluble dans les acides et dans l'ammoniaque. Il n'est pas fluorescent ni radioactif. La teneur en eau à température ambiante varie selon son humidité relative. La chalcophyllite s'altère en chrysocolle, qui est un silicate de cuivre et d'aluminium de formule (Cu,Al)2H2Si2O5(OH)4•n(H2O).

### Propriétés optiques
Beaucoup de minéraux de cuivre sont de couleur bleue ou verte ; la chalcophyllite est vert-bleu à vert émeraude, avec un trait vert pale et un éclat vitreux à sub-adamantin, nacré on {0001}. Les cristaux sont transparents à translucides. Le minéral est uniaxe (-) avec les indices de réfraction : nω = 1,618 à 1,632 et nε = 1,552 à 1,575. Les indices de réfraction varient de façon marquée en fonction de l'humidité relative puisque la teneur en eau varie à température ambiante. Il est pléochroïque avec O vert-bleu et E presque incolore.

## Environnement
La chalcophyllite est un minéral secondaire peu courant se trouvant dans les zones oxydées de certains gisements de cuivre arséniés hydrothermaux. Les minéraux associés comprennent l'azurite, la malachite, la brochantite, le chrysocolle, la spangolite, la connellite, la cuprite, la cyanotrichite, la strashimirite, la parnauite, le lavendulan, la cornubite, la langite, la clinoclase, la pharmacosidérite et la mansfieldite. L'échantillon-type est conservé à l'École des mines de Freiberg à Freiberg en Allemagne. Les occurrences notables comprennent la mine de Majuba Hill, Antelope Range (en), comté de Pershing dans le Nevada, aux USA et la Cornouailles, dont la mine de Wheal Gorland, au Royaume-Uni.